# ان‌جی‌سی ۴۱
ان‌جی‌سی ۴۱ (به انگلیسی: NGC 41) یک کهکشان مارپیچی در صورت فلکی اسب بالدار است.